# 德川實紀
德川實紀是19世紀前半葉所編纂的日本江戶幕府官方記錄。在明治年間編纂的國史大系中收錄了此書。此書名字常常被誤寫作德川實記。
《德川實紀》於文化六年（1809年）起稿，其編纂者為成島司直。成島司直以江戶幕府的日記為基礎編纂此書，然而有不少史料在明曆大火中被燒毀。成島司直潛心搜尋史料，在日記失傳的年代期間，成島參照其他史料，補全了這段歷史空白，並標注於旁邊。成島司直特別留意歷史資料的來源，因此在文中史料的來源旁注也尤為詳細。該書於嘉永二年（1849年）編纂完成，並獻給了當時的幕府將軍德川家慶。
《德川實紀》全書用日本語寫成，共記載了從德川家康至德川家治10位幕府將軍統治期間每日所發生的事件。每個將軍的實紀前冠以其諡號，如德川家康的記錄稱「東照宮御實紀」，德川秀忠的記錄稱「台德院殿御實紀」。每位將軍的實紀分為本編和附錄，其中本編記載了每位將軍統治期間每日發生的事情，附錄則收集了每位將軍的逸事。
繼成島司直之後，其子良讓、其孫柳北繼續編纂該書，其續編的部分被稱為《續德川實紀》。續編部分一直記載到了末代將軍德川慶喜時代發生的事情，於明治元年（1868年）停止編纂。
該書的總稱最初為《御實紀》，後來在明治時代刊行活字印刷本時改稱《德川實紀》，並被收錄到國史大系中。此書目前為研究日本江戶時代歷史的基本史料。

## 原書構成
- 成書例・總目錄　　　　　　　　　　　－1卷
- 東照宮御實紀　　德川家康記錄－10卷/（附錄25卷）缺天文19年～弘治元年記錄
- 台德院殿御實紀　德川秀忠記錄－60卷/（附錄5卷）
- 大猷院殿御實紀　德川家光記錄－80卷/（附錄6卷）
- 嚴有院殿御實紀　德川家綱記錄－60卷/（附錄2卷）
- 常憲院殿御實紀　德川綱吉記錄－59卷/（附錄3卷）
- 文昭院殿御實紀　德川家宣記錄－15卷/（附錄2卷）
- 有章院殿御實紀　德川家繼記錄－15卷/（附錄1卷）
- 有德院殿御實紀　德川吉宗記錄－62卷/（附錄20卷）
- 惇信院殿御實紀　德川家重記錄－31卷/（附錄1卷）
- 浚明院殿御實紀　德川家治記錄－55卷/（附錄3卷）

### 續德川實紀
- 文恭院殿御實紀　德川家齊記錄－72卷/（附錄5卷）缺68～70巻記錄
- 慎德院殿御實紀　德川家慶記錄－17卷/附錄無
- 溫恭院殿御實紀　德川家定記錄－6卷/附錄無
- 昭德院殿御實紀　德川家茂記錄－8卷/（次記3卷）
- 慶喜公御實紀　　德川慶喜記錄－3卷/附錄無
  - 以上114卷

## 相關文獻
- 《德川實紀索引》（全4卷、德川實紀研究會編） 吉川弘文館、2003年
- 《國史大系　第38－52卷》（黑板勝美編輯、吉川弘文館）－2007年隨選列印（OD）版
- 《現代語譯德川實紀　家康公傳》（全5卷、吉川弘文館、2010年11月刊）－「秀忠公傳」、「家光公傳」預定續刊

## 外部連結
- 內藤本《德川實紀》下載 （页面存档备份，存于）